# Famille Koltchak
La famille Koltchak (en alphabet cyrillique : Колчак) est une famille originaire de Russie dont les membres se sont distingués dans la marine impériale puis dans la marine soviétique, dont notamment Alexandre Koltchak

## Histoire
Ce patronyme serait d'origine serbe ou croate, ou bien d'origine orientale. Koltchak signifierait dans la langue turque : épée ou sabre (kılıç).

## Personnalités
- Koltchak, Ilias Pacha

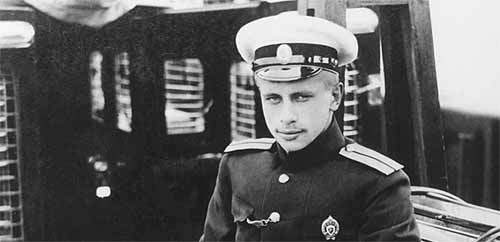
Le capitaine de 3e rang Vladimir Alexandrovitch Koltchak en 1917, cousin de l'admiral Aleksandr Vasilievitch Koltchak

- Koltchak, Mehmet Bey, fils d'Ilias Pacha Koltchak, il se convertit à l'orthodoxie, il prêta serment à la couronne impériale de Russie puis rentra au service de l'impératrice Élisabeth Ire et fut bientôt admis dans la noblesse russe.
- Koltchak, Loukian, fils du précédent, sous le règne de l'impératrice Catherine II, au grade de lieutenant, il servit dans un régiment de Cosaques d'Ukraine, engagé dans les différents conflits opposant la Russie à la Turquie, son courage et sa vaillance au combat lui valurent l'attribution du comté de d'Ananievski dans la province de Kherson[3].
- Koltchak, Fiodor Loukianovitch (?-1881), fils cadet du précédent, frère d'Ivan Loukianovitch Koltchak, grand-père de l'admiral Koltchak. major (1867), il épousa Olga Fiodorovna (1831-1867), ils résidèrent sur l'Île Vassilievski à Saint-Pétersbourg[4].
- Koltchak, Leonid Fiodorovitch : Fils du précédent, il servit en qualité de volontaire à la 24e brigade d'artillerie (Gatchina)[5].

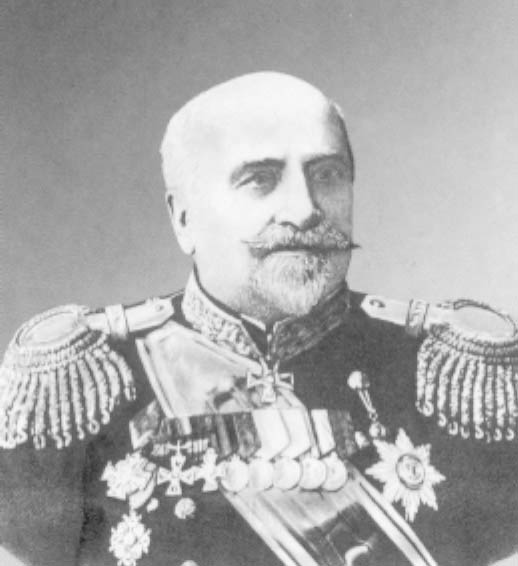
Le major-général Vassili Ivanovitch Koltchak (fils d'Ivan Loukianovitch Koltchak et père de l'admiral Aleksandr Vassilievitch Koltchak

- Koltchak, Alexandre Fiodorovitch, frère du précédent, sortit diplômé du Corps de marine en 1879, il effectua son service dans la flotte de la Baltique. En 1897, il fut élevé au grade de capitaine de 2e rang, d'août 1903 à mai 1904, il effectua son service à bord du destroyer « Boïny », transféré à la flotte d'Extrême-Orient, il prit part au conflit opposant la Russie impériale à l'empire du Japon. En décembre 1904, il est de nouveau transféré dans la flotte de la Baltique, en septembre 1905, il est élevé au grade de capitaine 1er rang. En décembre 1910, il fut mis à la retraite avec le grade kontr-admiral[3].
- Koltchak, Fiodor Fiodorovitch, (?-1907), frère du précédent, colonel dans un régiment de gendarmerie, il fut assassiné par un terroriste en 1907[3].
- Koltchak, Fiodor Ivanovitch : Fils cadet du précédent, il fit ses études au lycée Richelieu d'Odessa, puis en 1830, il entra à l'école d'artillerie navale située en mer Noire, en 1837, il entra au corps de cadets de l'artillerie navale et intégra la flotte de la Baltique. En 1855, au grade de capitaine, il servit dans la flottille de Riga, à l'embouchure de la Dvina occidentale, il prit part à des échanges de tirs avec des navires ennemis, il fut blessé au cours de ces combats. En 1856, il fut promu commandant d'une compagnie de munitions basée dans le port de Saint-Pétersbourg. En 1859, il reçut l'ordre de Saint-Stanislas (3e classe). Il fut mis à la retraite avec le grade de lieutenant-colonel. Fiodor Loukianovitch Koltchak fonda la branche cadette de la famille Koltchak[6].
- Koltchak, Ivan Loukianovitch, ils aîné de Loukian Koltchak, il occupa le poste de secrétaire de province. Il eut trois fils, en outre, il est le grand-père du célèbre admiral Koltchak[6].
- Koltchak, Vassili Ivanovitch (1837-1913)
- Koltchak, Alexandre Ivanovitch, second fils d'Ivan Loukianovitch Koltchak, ses études achevées au lycée secondaire, en 1857, il entra comme cadet de la marine, il servit à bord du Vladimir. Il prit part aux batailles devant la forteresse de Sveaborg et sur l'île de Kotline. Âgé seulement de 19 ans, en avril 1859, il fut promu capitaine-lieutenant d'artillerie navale. Au cours de sa carrière militaire, il servit à bord de dix navires de classes diverses. En 1888, il est élevé au grade de colonel. En 1893, il fut mis à la retraite avec le grade de major-général. Il fut décoré de l'ordre de Saint-Vladimir (4e classe), l'ordre de Saint-Stanislas (2e et 3e classe), l'ordre de Sainte-Anne (3e classe)[3].
- Koltchak, Piotr Ivanovitch, frère cadet du précédent, sorti diplômé de l'Académie de Kronstadt, avec le grade d'aspirant, il embarqua sur la frégate Piotr Ier appartenant à la flotte de la Baltique. En avril 1869, il  intégra la flottille de Sibérie sur le fleuve Amour. Pendant de longues années, il servit dans la flottille d'Extrême-Orient. Au cours de sa carrière, il servit à bord de différents navires. Décoré de l'ordre de Saint-Stanislas (3e classe), de l'ordre de Sainte-Anne (3e classe). En 1883, il rejoignit la flotte de la mer Noire, en 1885, il fut élevé au grade de capitaine 2e rang. En 1887, il fut mis à la retraite au grade de capitaine Ier rang.
- Koltchak, Alexandre Vassilievitch (1874-1920), explorateur polaire, admiral russe, gouverneur suprême de la Russie (1919-1920), fils de Vassili Ivanovitch Koltchak.
- Koltchak, Sofia Fiodorovna (née Omirova, 1876-1956), épouse de l'admiral Alexandre Vassilievitch Koltchak.
- Koltchak, Rostislav Alexandrovitch (1910-1965), fils des précédents, il fut inhumé au cimetière russe de Sainte-Geneviève-des-Bois), il épousa Iekaterina Razvozova, fille de l'admiral Alexandre Vladimirovitch Razvozov. En 1939, enrôlé dans l'armée française, il fut fait prisonnier par les Allemands.
- Koltchak, Alexandre Rostislavovitch : (1933-2019), inhumé au cimetière russe de Sainte-Geneviève-des-Bois). Il occupa un poste dans une banque algérienne, petit-fils de l'admiral Alexandre Vassilievitch Koltchak.
- Koltchak, Alexandre Alexandrovitch (?-1915), fils aîné du kontr-admiral Alexandre Fiodorovitch Koltchak, en 1902, il obtint son diplôme au Corps de la Marine, lors de la Guerre russo-japonaise (1904-1905), il participa à la défense de Port-Arthur. Du 26 janvier au 18 juin 1904, il servit en qualité d'officier sur le destroyer Lieutenant Boutakov - Лейтенант Буtаков, en raison de son courage au combat, il reçut l'ordre de Sainte-Anne (4e classe) avec l'inscription « pour bravoure ». En avril 1906, il fut élevé au grade de lieutenant, en outre, il fut décoré de l'ordre de Saint-Stanislas (3e classe), de l'ordre de Sainte-Anne (3e classe). En septembre 1909, il acheva son instruction en qualité d'officier poseur de mines. En 1913, il servit sur le mouilleur de mines Ienisseï . Au cours de la Première Guerre mondiale (1914), afin d'augmenter le nombre mines, à l'embouchure du golfe de Finlande, il fit poser une barrière de mines, pour ce fait de guerre, il reçut l'ordre de Saint-Vladimir (4e classe - avec épées et ruban). Le 22 mai 1915, le Ienisseï fut torpillé par le sous-marin allemand U-26[7], Sur les 200 marins embarqués sur le mouilleur de mines, 19 eurent la vie sauve, Alexandre Alexandrovitch Koltchak périt lors du naufrage[8].
- Koltchak, Nikolaï Alexandrovitch, fils cadet du kontr-admiral Alexandre Fiodorovitch Koltchak, en raison de son astigmatisme, il fut refusé au Corps de la Marine, ingénieur diplômé de l'Institut universitaire des Transports ferroviaires de Saint-Pétersbourg. Lorsque éclata la Première Guerre mondiale, il se porta volontaire. Après la révolution russe, il s'engagea dans l'Armée rouge et commanda une batterie, il fut blessé au cours d'un combat. Soigné à Poltava en 1921, il retourna à Petrograd. Il décéda lors du siège de Léningrad[3].

- Koltchak, Vladimir Alexandrovitch

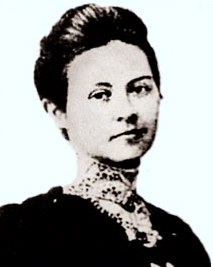
Sofia Fiodorovna Koltchak (née Omirova), épouse de l'admiral Alexandre Vassilievitch Koltchak

- Koltchak, Mikhaïl Vladimirovitch (Aleksandrov) (1927-), fils du précédent. Lors du siège de Leningrad, accompagné de sa mère, le 24 août 1941, il fut évacué sur une barge vers la région de Perm. Évacué, il travailla dans des fermes collectives (kolkhoz - Колхоз). De juillet 1944 à août 1945, il travailla comme mécanicien au chantier naval de la Baltique à Leningrad, où il construisit des dragueurs de mines. En août 1944, il fut décoré de la Médaille pour la Défense de Léningrad.

En avril 1946, il fit son entrée à l'école topographique militaire, en septembre 1949, il fut élevé au grade de lieutenant. De novembre 1949 à juin 1951, il occupa un poste à l'Institut cartographique navale de la Marine soviétique.
En 1951, au grade de lieutenant, il intégra la flottille de la mer Blanche et prit part à l'expédition hydrographique d'Arkhangelsk. Il travailla comme ingénieur hydrographe sur l'Île Vaïgatch et l'archipel Nouvelle-Zemble. En janvier 1956, dans le cadre de la réduction des forces armées soviétiques (640 000 personnes - réformes de Nikita Sergueïevitch Khrouchtchev), il fut rayé des cadres de l'armée. Avec sa famille, il s'installa à Leningrad. En 1962, il sortit diplômé de la faculté de géographie et géoécologie de Saint-Pétersbourg.
Ancien lieutenant de la marine soviétique, il devint membre de l'Institut de recherche de l'Arctique et de l'Antarctique de Saint-Pétersbourg. Ses travaux de recherches lui valurent la médaille d'honneur. Il participa à l'expédition hydrographique de la terre du Nord, il explora l'île Schmidt. Par deux fois, il prit part aux expéditions menées en Antarctique où il passa l'hiver sur la base antarctique Vostok, en compagnie de géologues, il fit des travaux de recherches sur les îles de Nouvelle-Sibérie et sur l'île Kotelny. Il défendit sa thèse sur les matériaux qu'il recueillit dans l'Antarctique. À bord du brise-glace Mourman, il suivit les traces de son cousin éloigné (expédition de 1901-1903 de l'admiral Alexandre Vassilievitch Koltchak, lors de cette expédition, le célèbre explorateur russe étudia l'hydrologie). Mikhaïl Aleksandrovitch Aleksandrov (Koltchak) s'investit dans la préparation destinée à la parution du premier atlas complet de l'Antarctique (1956), l'Atlas de l'Arctique (1985) et le nouvel Atlas de l'océan Antarctique (2004).

## Pour approfondir